# Ballo al Moulin Rouge
Ballo al Moulin Rouge è un dipinto del pittore francese Henri de Toulouse-Lautrec, realizzato nel 1889-90 e conservato al museo d'arte di Philadelphia.

## Descrizione

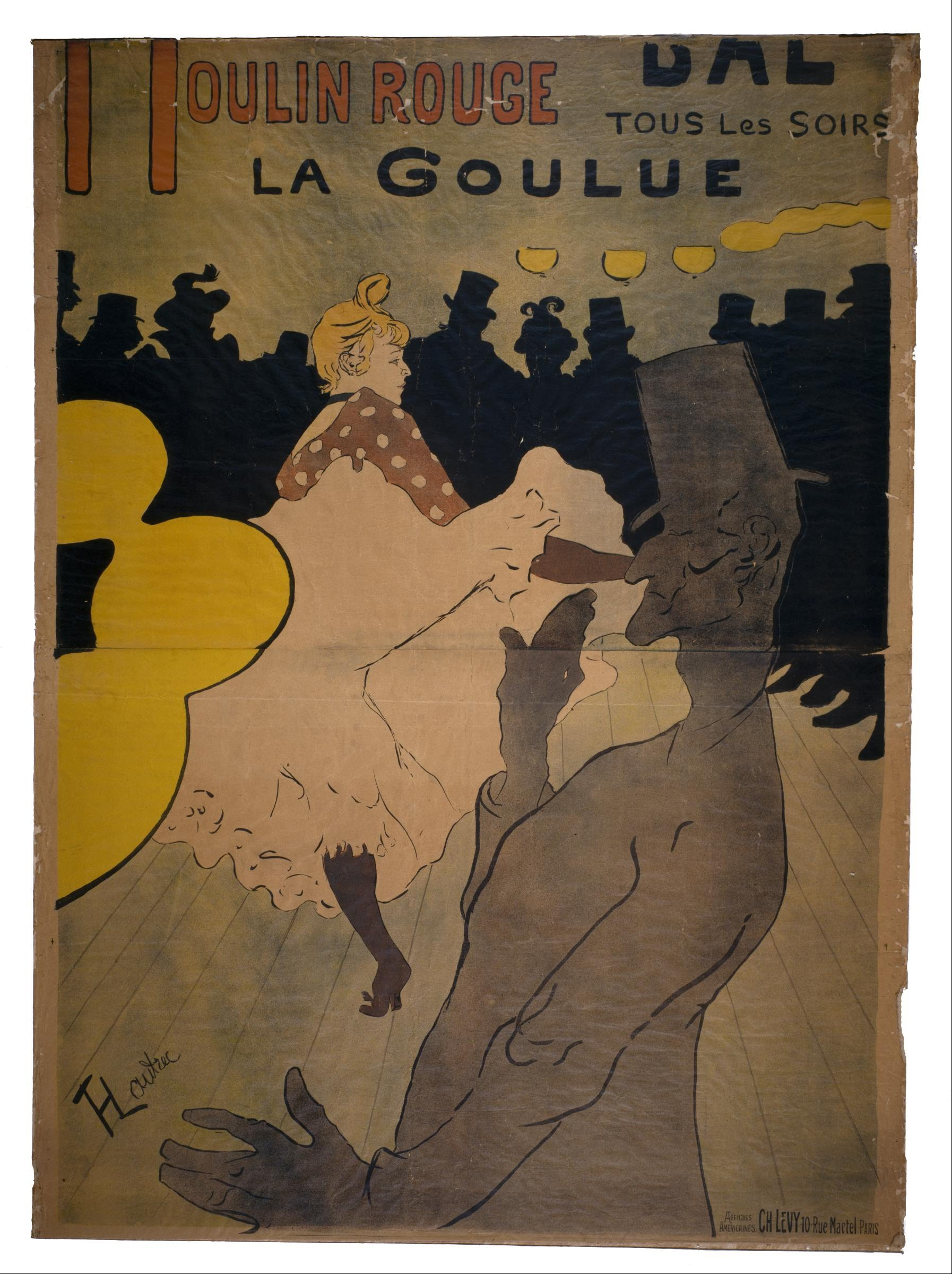
Henri de Toulouse-Lautrec, Moulin Rouge (1891); stampa, 116.8x167.6 cm, Museum of Fine Arts, Houston

### La Goulue e Valentin
Toulouse-Lautrec amava intensamente la vita ed era affascinato dallo spettacolo umano che, ogni sera, gli ferveva intorno al Moulin Rouge, celebre locale notturno del quartiere di Montmartre inaugurato nel 1890 e universalmente apprezzato dai parigini. I maggiori artefici del successo di questo tempio dell'eccesso e della lussuria furono, in particolare, la Goulue e Valentin le Désossé. La prima era una contadina di origini alsaziane che, giunta a Parigi alla ricerca di notorietà, si lasciò suggestionare dalle luci di Montmartre e si ingaggiò come ballerina presso il Moulin Rouge. Il successo che ebbe fu sfolgorante: illuminata da «quel poco di bruttezza, che la salva[va] dalla perfezione», per usare le parole dello stesso pittore, Louis Weber (soprannominata «Goulue» per il suo appetito insaziabile) sapeva combinare mirabilmente la sua eccentricità e la sua sfrontatezza con una grazia quasi fanciullesca. L'impressione che gli indiavolati can-can intrapresi dalla Goulue avevano sui parigini si può facilmente intuire dal seguente commento, pubblicato sul Figaro illustré del 1891:
(Figaro illustré, 1891)
La carriera della Goulue fu sì intensa, ma meteorica. La sua proverbiale golosità, infatti, le stroncò prematuramente la linea: questo ingrassamento le fu fatale, siccome erano molte le giovani ballerine pronte a rimpiazzare una star dalla bellezza sfiorita che faticava ormai ad attrarre il pubblico. La stessa Goulue, dopo aver tentato una carriera nel mondo circense, si lasciò vincere dall'alcolismo e morì di stenti. Altro celebre protagonista della folle vita notturna del Moulin Rouge era Valentin le désossé, un gentiluomo della Terza Repubblica che, ogni notte, ballava gratuitamente sotto i riflettori del locale, riscuotendo applausi furiosi: il soprannome (le désossé) derivava dalla sua fisionomia dinoccolata e longilinea.

### Toulouse-Lautrec e il suo dipinto

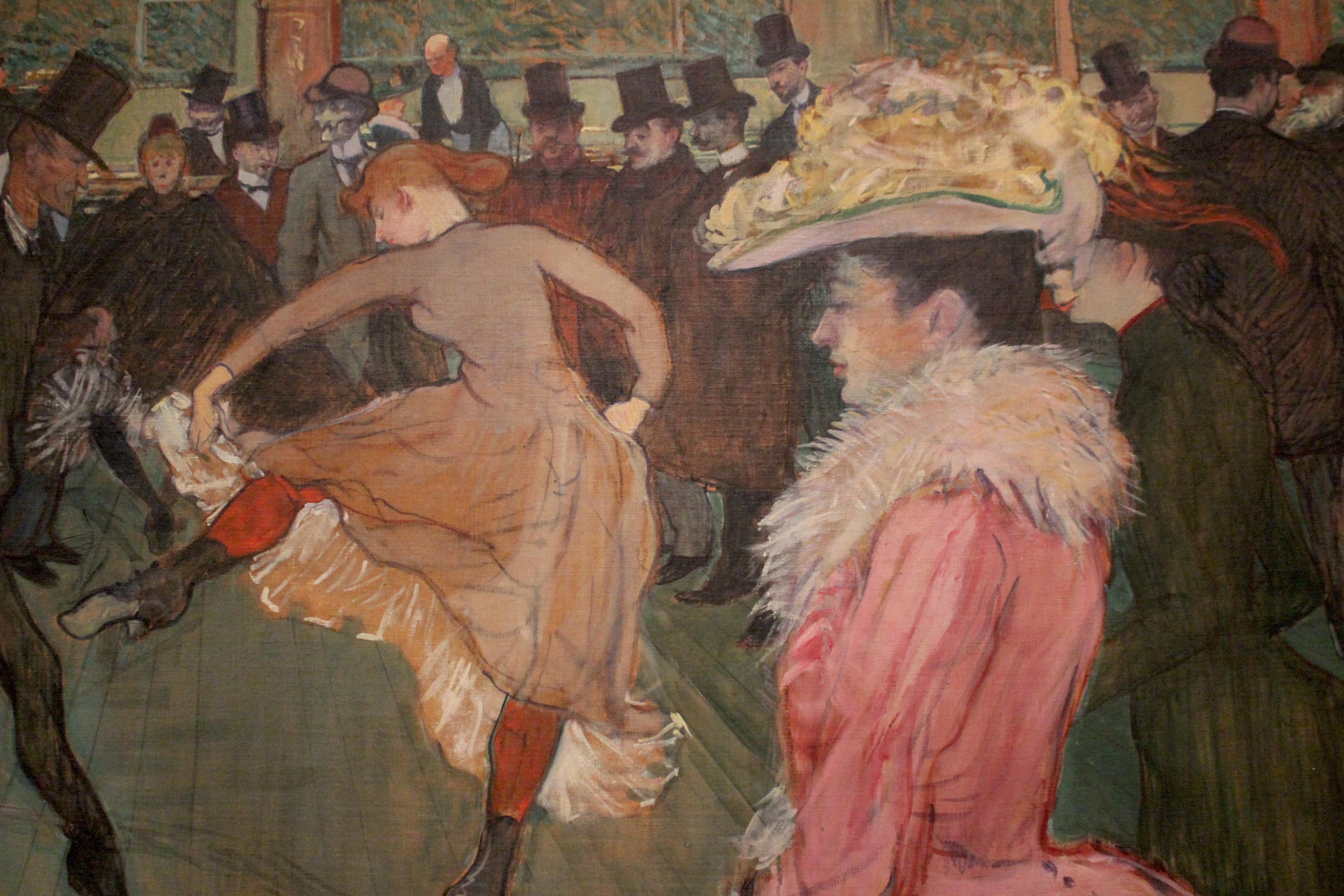
Ballo al Moulin Rouge, dettaglio.

Toulouse-Lautrec si sentiva veramente a suo agio nell'ambiente del Moulin Rouge: lì, infatti, poteva essere autenticamente se stesso, siccome nessuno si curava né della sua malattia, né delle sue origini aristocratiche. Con questo Ballo al Moulin Rouge, in particolare, il pittore intende cogliere l'ordinaria follia e l'ambiguità di una notte di Montmartre.
Si tratta questa di una delle tele più complesse lasciateci da Toulouse-Lautrec. I protagonisti dell'opera, ovviamente, sono proprio la Goulue e Valentin le désossé: li troviamo in fondo a sinistra. Valentin si sta cimentando in un vorticoso cancan enfatizzato dall'equilibrata scioltezza delle sue articolazioni asustanziate. La Goulue, a differenza del compagno, è una figura di carne e di sangue, e presenta le gambe avvolte in una svolazzante sottogonna bianca e inguaiate in peccaminose calze rosse: anche lei si sta scatenando in un can-can indiavolato, reso più armonioso dal «suo modo speciale di rialzare fino all'ombelico la sua veste di tulle con una grazia infantile». In primo piano, poi, il ballo viene silenziosamente osservato da una misteriosa donna abbigliata con un abito rosa e particolarmente appariscente: si tratta di una nobile aristocratica, prestatasi per una notte alle follie del Moulin Rouge, o forse di una prostituta? Chi frequentava assiduamente il locale non avrebbe esitato nel riconoscervi una fille de maison: il sorriso discreto, la posa da conquistatrice, l'abbigliamento pateticamente lussuoso sono dettagli tanto silenziosi quanto eloquenti. Galvanizzati dal turbinoso fascino della Goulue e di Valentin, poi, sullo sfondo sono visibili molti degli avventori del Moulin Rouge: è la comédie humaine di Parigi, e comprende gentiluomini in tuba, inservienti, donne, e persino un uomo con bombetta dal volto grottesco di uno scheletro. Quest'umanità sì benestante e redditizia, ma anche anonima e un po' ottusa, risulta essere compressa sullo sfondo alla maniera di un fregio antico ed è venuta nel locale tanto per ammirare la turbolenza del can-can ballato in sala quanto per la possibilità, dietro le scene, di effettuare intriganti incontri erotici.
La luce, proveniente dai lampadari elettrici, accarezza tutti gli avventori del locale creando talvolta vistose ombre verdi (si rammentino le ombre colorate, illustre retaggio impressionista). Le pennellate sono cariche di trasporto e sono perlopiù fluide e sinuose: si guardino, in tal senso, le gambe di Valentin, oppure la veste fluente della prostituta in primo piano, dove il colore è stato applicato in maniera talmente calligrafica e diluita da presentare la scorrevolezza dell'inchiostro. Basandosi su una rigorosa preparazione disegnativa, poi, Toulouse-Lautrec ricorre a una tavolozza composta da terra d'ombra, giallo limone, cremisi di alizarina, giallo di cadmio, rosso winsor, terra di Siena bruciata, nero, blu indaco, verde smeraldo, terra bruciata, bianco titanio e ocra gialla.